# Mazzorbo
Otok Mazzorbo [macòrbo]), je otok v Beneški laguni v Jadranskem morju. Upravno spada pod italijansko deželo Benečija (pokrajina Benetke).
Ime otoka izvira iz latinskega poimenovanja Maiurbium, ki verjetno izhaja iz major urbs (= večje mesto), kar daje slutiti pomembnost otoka v prejšnjih časih. Bil je eden od prvih otokov, ki so ga naselili ubežniki pred Langobardi okoli leta 640. Zaradi neposredne bližine otoka Torcello, ki je takoj po poselitvi postal največje trgovsko središče v laguni, se je v naslednjih stoletjih tudi Mazzorbo naglo razvijal. V začetku desetega stoletja je bilo na otoku kar petnajst večjih cerkva in vsaj pet samostanov. V enajstem stoletju je pa vzporedno z rastjo mesta Benetke potekal propad ostalih otočnih mest in tudi Mazzorbo je postal le nekakšna depandansa bogatih beneških palač. Danes je še edina priča nekdanjega mesta cerkev Svete Katarine, ki je bila dograjena ob koncu trinajstega stoletja in čigar zvon (1318) je najstarejši v laguni.
V osemdesetih letih dvajsetega stoletja je stekla uspešna akcija za novo naselitev otoka, z gradnjo modernih objektov in infrastruktur. Veliko površine je rezervirano za poljedelstvo, predvsem za pridelovanje posebne vrste artičok. 
Kakor pri večini otokov Beneške lagune, ni pravega soglasja pri določitvi površine, ker ocene nihajo med upoštevanjem sosednjih baren in izključitvijo tudi sicer obdelanih področij, ki jih plima poplavlja. To pride do izraza prav pri Mazzorbu, čigar površina se ocenjuje včasih na 20 ha, drugič do 52 ha. Vendar je treba pripomniti, da je slednjo oceno verjetno treba pripisati zastarelemu popisu, ki je dodeljeval temu otoku tudi sosednji otok Isola dei Laghi. Ta je bil vključen na lagunske karte šele proti koncu dvajsetega stoletja.